# Propolydesmus pectiniger
Propolydesmus pectiniger är en mångfotingart som först beskrevs av Karl Wilhelm Verhoeff 1893.  Propolydesmus pectiniger ingår i släktet Propolydesmus och familjen plattdubbelfotingar. Inga underarter finns listade i Catalogue of Life.